# 小行星10792
小行星10792（10792 Ecuador）是一颗绕太阳运转的小行星，为主小行星带小行星。该小行星于1992年2月2日发现。

## 轨道参数
小行星10792的轨道半长轴为3.0702576 UA，离心率为0.087。